# 國立臺灣大學植物標本館
25°00′59″N 121°32′07″E / 25.016473°N 121.535191°E

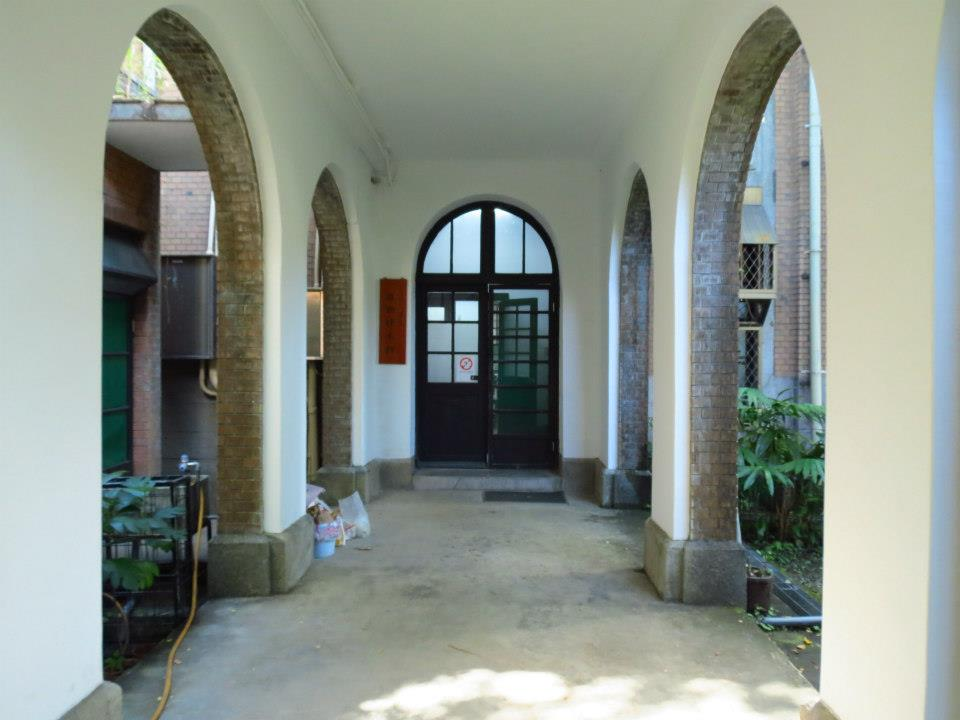
植物標本館正門口

國立臺灣大學植物標本館創立於1929年12月27日，位於一號館後方。建築基地面積727平方公尺，戶外面積1057平方公尺。致力於收集臺灣及鄰近地區如東南亞、太平洋島嶼之植物標本。

## 歷史
臺北帝國大學時期，曾規劃有植物園，其範圍大約是現今傅園、一號館後方、女一舍、女五舍、研究生宿舍及地質系一帶。當時分為研究部門與工作部門。研究部門成員包含講師、助教、研究生等等以進行研究；工作部門則包含植物標本館本身的技工、技師，進行的工作主要是標本之製作、典藏、上櫃、交換，以及植物園的經營管理等等。後來由於植物標本館收藏豐富，所以標本館還編制了所屬的圖書館員進行管理。
帝大時期的植物園，其規劃據推測應該是趨向研究性質的。除了研究臺灣的植物外，其另一重要目的就是要協助南進政策，所以研究範圍也擴及東南亞以及太平洋島嶼。若採集到罕見而難分類的植物，也會攜帶回植物園進行種植，這就是為什麼現今的臺大校園也可以見到一些稀有植物的原因。
國民政府時，植物園中的植物分類學被劃入了植物系的領域，植物園的管理中心成了植物系附屬的標本館。另外，到了90年代時，原本存放的許多書籍也被搬到新總圖書館。漸漸的，植物園管理中心的重要性被人淡忘，甚至面臨被改做其他用途的命運。後來因為主任及館長努力與去多方協調，終於得以被保存。

## 外部空間
- 入口意象區：進入標本館的通道。走廊兩側大多種植著同種類的植物，並讓這些植栽的擺放呈現出方向性，以營造出通往標本館的感覺。
- 中庭展示區：除保留原有的喬木外，也種植具有觀賞價值的灌木以及草本植物。
- 森林生態園：劃分出一些區塊，每個區塊作為一個展示單位。其中每個區塊均保留原本就存在的喬木，接著在按照個展示區的主題補種植灌木及草本植物。各展示區有設計行走動線，以利觀察植物。
- 溼地生態園：將原有的設施──蔭棚，保留作為此主題的展示空間。在其中種植有許多溼地植物，並可觀察到溼地的生態。
- 室內植物園：一座玻璃溫室，種植有水生植物以及觀賞性植物。最初的構想用途，是要作為培育室，栽植、存放一些野外採集回來的觀察或研究用植物；近來因為溫室內的水槽可以種植水生植物，所以亦發展為水生植物觀察展示區。
- 蕨類植物園：以原有的蔭棚作為展示空間，裡頭引進、種植了許多蕨類植物。[4]

## 內部空間
- 館長室
- 圖書室
- 行政辦公室
- 展示室
- 蕨類標本室
- 裸子暨雙子葉植物標本室1
- 雙子葉植物標本室2
- 雙子葉植物標本室3
- 單子葉植物標本室
- 疏散標本暨模式標本室
- 烤房[5]

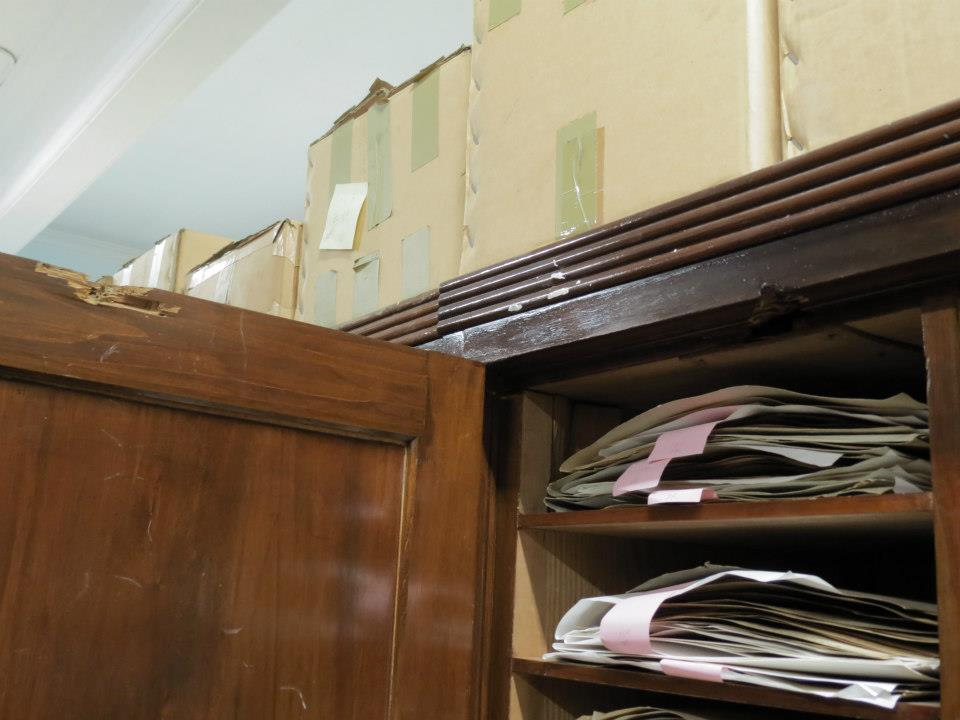
收藏植物標本的木櫃被子彈擊中後所造成的破損

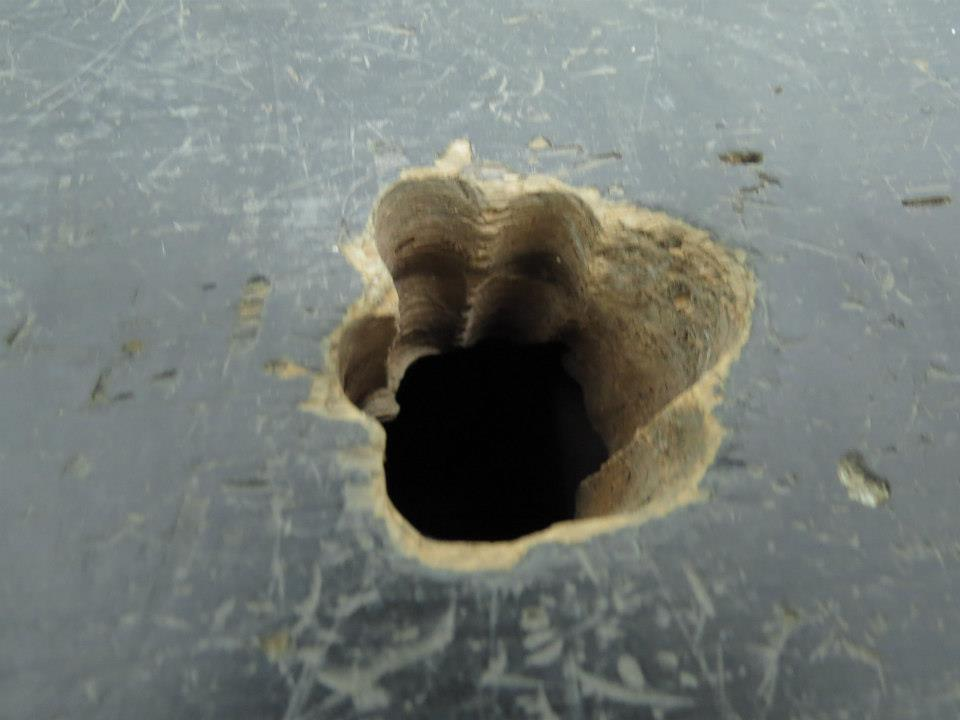
某張館內的桌子受到子彈貫穿所留下的痕跡

建築內部可見到二戰時留下的痕跡，包括被子彈打穿的樓梯扶手、以及一些木製標本櫃中所殘留的彈孔。

## 典藏數位化計畫
為了有效利用與管理所收藏的標本，植物標本館著手進行資料庫之數位化，並將之納入網站。如此一來，重要標本的資料得以永久保存，而研究人員或教學者也可在網站上運用及觀看標本館所擁有的資源，增加了學術上的便利性。整理的內容包括學名、中文俗稱、英文俗稱、日文俗稱、原住民稱呼、影像資料、物種分布地區、物種屬性等等；此外，也進一步依照標本採集地點製作出物種分布圖。

## 開放時間
行政辦公室與標本閱覽：週一至週五，上午八點至下午五點。
展示廳：上午十點至下午四點(週二及國定休假閉館)。

## 外部連結
- 國立臺灣大學博物館群植物標本館介紹（页面存档备份，存于）
- 國立臺灣大學植物標本館 TAI Herbarium的Facebook專頁